# Біотестування
Біотестува́ння — це експериментальне визначення, оцінка дослідним шляхом впливу факторів (фізичних, хімічних, фізико-хімічних) або групи шкідливих факторів на живі організми шляхом реєстрації змін того чи іншого біологічного показника (фізіологічного, біохімічного, цитогенетичного тощо), що спостерігається в піддослідному тест-об'єкті (індикаторі) у порівнянянні з контрольним у чітко заданих (тобто, стандартних лабораторних) умовах.
Біотестування також виявляє реакцію організму на певний вид забруднення. Воно допомагає коригувати розрахунки ГДК забруднювачів у стічних водах тоді, коли їх розбавлення у водному об'єкті не забезпечує допустимого рівня.

## Методи біотестування

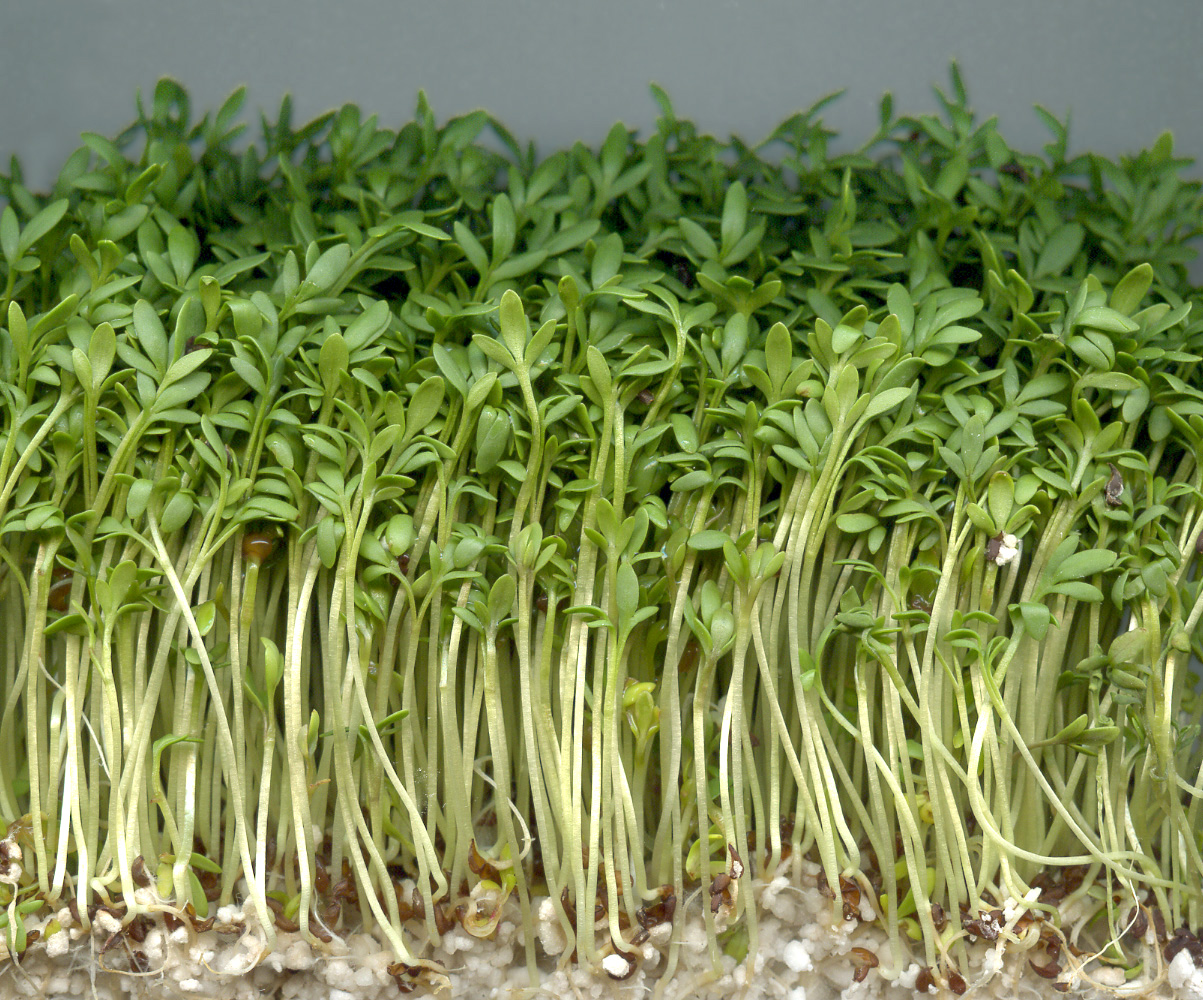
Кресс-салат є одним з найпоширеніших тест-об'єктів при біотестуванні

Відома велика кількість методів біотестування, але серед них стандартизованих небагато. Найчастіше як тест-об'єкти використовують кресс-салат, цибулю, прісноводних риб, гіллястовусих та зяброногих ракоподібних, водорості та інфузорії.
Біотестування можливо проводити на популяційно-видовому, організмовому, органо-тканинному, клітинному, субклітинному та молекулярному рівнях.
Як правило, тест-об'єкт — це чутливий біологічний елемент, здатний реагувати на зовнішній вплив. Ним можуть бути ферментативні системи, ізольовані органели, клітини, тканини, окремі органи багатоклітинних організмів, одноклітинні та багатоклітинні організми одного біологічного виду або кількох видів.
Фіксація тест-реакції при біотестування здійснюється за допомогою візуальних спостережень або за допомогою приладів. Так, візуальні спостереження проводяться при визначенні рівня виживання, плодючості, поведінкової реакції та реакції росту, а прилади застосовують при визначенні іммобілізації клітин, біолюмінесценції, флуоресценції, активності окисних ферментів, зміні фізіолого-біологічних показників мікроскопічних організмів та фізіологічних показників риб. При цьому використовують такі прилади, як мікроскоп, люмінометр, флуориметр, електрокардіограф або електроенцефалограф, фотоелектрокалориметр, спектрофотометр та спектрометр. Таким чином, спостерігається поєднання біологічних та інструментальних методів.
Біотестування висуває ряд вимог, дотримання яких є необхідним для отримання достовірних результатів. Серед них: відносна швидкість проведення досліджень, отримання достатньо точних і відтворюваних результатів, присутність об'єктів, що застосовують у біотестуванні у великій кількості і з однорідними властивостями, а також діапазон похибки у порівнянні з іншими методами тестування не більше 20%.